# Nabisco Masters 1985
Il Masters 1985 (chiamato anche Nabisco Masters 1985 per motivi di sponsorizzazione) è stato un torneo di tennis giocato sui campi in sintetico indoor del Madison Square Garden di New York negli Stati Uniti. È stata la 16ª edizione del torneo di singolare di fine anno, l'12ª del torneo di doppio di fine anno ed era parte del Nabisco Grand Prix 1985. Il torneo si è giocato a New York dal 14 al 19 gennaio 1986.

## Campioni

### Singolare
Ivan Lendl ha battuto in finale  Boris Becker con il punteggio di 6–2, 7–6, 6–3

### Doppio
Stefan Edberg /  Anders Järryd  hanno battuto in finale  Joakim Nyström /  Mats Wilander con il punteggio di 6–1, 7–6